# 1 de juliol
El primer de juliol és el cent vuitanta-dosè dia de l'any del calendari gregorià i el cent vuitanta-tresè en els anys de traspàs. Resten 183 dies per a acabar l'any.

## Esdeveniments
Països Catalans
- 1897, Catalunya: li és atorgat el títol de ciutat a Badalona per reial decret de Maria Cristina d'Àustria.
- 1899, Catalunya: succeeixen els fets de juliol a la ciutat de Badalona.
- 1924, Es publica el número 1 de la Revista de Catalunya, que amb més o menys discontinuïtat ha arribat fins als nostres dies.[2]
- 1982, País Valencià: se n'aprova l'Estatut d'Autonomia.
- 1994, Mallorca: més de quaranta entitats juvenils creen Joves de Mallorca per la Llengua.
- 1998, Catalunya: Catalunya es converteix en la primera Comunitat autònoma en aprovar una llei de parelles de fet.
- 2009, Catalunya: Joan Solà pronuncià el discurs ‘La paraula’ al Parlament de Catalunya, amb què exposava davant dels parlamentaris la seva anàlisi sobre la mala salut de la llengua.
- 2018 - Tarragona: Es clouen els XVIII Jocs Mediterranis, celebrats a la ciutat de Tarragona del 22 de juny a l'1 de juliol de 2018.[3]

Resta del món
- 1520, Tenochtitlan (actual Ciutat de Mèxic: la Nit Trista, on Cuitláhuac, cabdill asteca derrota les tropes d'Hernán Cortés.
- 1835, Bilbao, País Basc: els carlins aixequen el setge de Bilbao de 1835 després que el seu cap, Zumalacárregui morís després de rebre un tret a la cama en el setge i que els liberals rebessin reforços durant la primera guerra carlina.
- 1858, Londres: Es fa la presentació dels postulats sobre l'origen de les espècies (posteriorment anomenada Teoria de l'evolució), elaborats simultàniament per Charles Darwin i Alfred Wallace a la Linnean Society de Londres, tot i que cap d'ells no hi era present.
- 1863, La batalla de Gettysburg (1-3 de juliol de 1863) va ser la batalla que va causar més baixes de tota la Guerra Civil americana i sovint s'ha descrit com el punt d'inflexió de la guerra.[4]
- 1903: arrenca el primer Tour de França de la història.[5]
- 1916, Picardia: Inici de la batalla del Somme.[6]
- 1934, Alemanya: Hitler elimina la part extremista del seu partit durant l'anomenada Nit dels Ganivets Llargs.
- 1960, Somàlia: s'independitza del Regne Unit i d'Itàlia.
- 1937, Espanya: Els bisbes catòlics publiquen la Carta colectiva de los obispos españoles a los obispos de todo el mundo con motivo de la guerra en España en què donen suport a l'aixecament per part del bàndol nacional del general insurrecte Franco.
- 1967 - Creació de les Comunitats Europees, institució que reuneix la CEE, la CECA i Euratom.
- 1970, Detroit (EUA): es constitueix la primera organització professional per a la defensa dels drets de les persones LGBTQI: l'ALA Annual Conference de Detroit, assemblea anual de l'American Library Association, forma la Task Force on Gay Liberation (actual Rainbow Round Table), arran de l'acomiadament per la seva orientació sexual d'un bibliotecari d'una important universitat. Entre els objectius, a banda de la defensa dels drets en els llocs de feina, hi havia la creació d'eines (bibliografies, etc.) per fer més visible el col·lectiu en les col·leccions de les biblioteques, la revisió de classificacions i altres esquemes aplicats per eliminar-ne els biaixos homòfobs, etc.
- 1987: el Regne Unit començar a expedir, per primer cop, el passaport nacional britànic (d'ultramar) al entrar en vigor Hong Kong (British Nationality) Order 1986.[7]
- 1997, Hong Kong passa de ser una colònia britànica a ser territori de la Xina després de 150 anys.[8]
- 2002, 175 km al NE de Qandahar, l'Afganistan: l'aviació de la coalició internacional metralla un casament i hi causa almenys 120 víctimes entre morts i ferits.
- 2002, Owingen, Baden-Württemberg, Alemanya: el xoc entre un Boeing 757 de càrrega i un Túpolev Tu 154 belarús de passatgers que feia el trajecte Moscou-Barcelona causa més de 140 morts.[9]
- 2004, Bagdad (l'Iraq): Saddam Hussein és acusat de genocidi, crims de guerra i contra la humanitat davant d'un tribunal especial iraquià.
- 2012: Enrique Peña Nieto, candidat per la coalició Compromiso por México, es escollit President de Mèxic.
- 2013: adhesió de Croàcia a la Unió Europea.
- 2014: Juan Carlos Varela és nomenat 37è President de Panamà.
- 2019: el Japó anuncia l'enduriment de les exportacions d'alta tecnologia a Corea del Sud, la qual cosa desencadena la guerra comercial entre els dos països.[10]
- 2024, Torí (Itàlia): el ciclista eritreu Biniam Girmay s'imposa a la tercera etapa del Tour de França i aconsegueix la primera victòria d'un ciclista africà negre en tota la història d'aquesta competició.[11]

## Naixements
Països Catalans
- 1772 - València: Rafael Esteve i Vilella, gravador valencià
- 1884 - Barcelona: Edelmira Calvetó Alsamora, aficionada al futbol considerada la primera sòcia del FC Barcelona (m. 1957).[12]
- 1913 - Barcelona: Joana Raspall i Juanola, escriptora, lexicòloga i bibliotecària catalana[13]
- 1919 - Palma: Remígia Caubet, escultora figurativa mallorquina (m. 1997).[14]
- 1923 - Barcelona: Víctor Seix i Perearnau, editor i empresari català, vinculat a l'editorial Seix Barral (m. 1967).[15]
- 1924 - Barcelona: Antoni Ramallets i Simón, destacat futbolista català que jugava en la posició de porter (m. 2013).[16]
- 1935 - Barcelona: Josefina Castellví i Piulachs, oceanògrafa catalana, especialista en microbiologia marina.
- 1936 - Barcelona: Jordi Porta i Ribalta, filòsof i activista cultural català, expresident del Centre UNESCO de Catalunya i d'Òmnium Cultural.[17]
- 1940 - Vinaròs, Baix Maestrat: Carles Santos Ventura, artista valencià[18]
- 1957 - Bunyol, la Foia de Bunyol: Andrés Perelló Rodríguez, polític i advocat valencià.
- 1972 - Barcelona: Jordi Mollà, actor català.

Resta del món
- 1534, Haderslev, Jutlàndia, Dinamarca: Frederic II, rei de Dinamarca i de Noruega entre 1559 i 1588.
- 1646, Leipzig, Ducat de Saxònia, Sacre Imperi: Gottfried Wilhelm Leibniz, científic, filòsof i bibliotecari alemany.
- 1723, Sorriba, al concejo de Tinéu, Principat d'Astúries: Pedro Rodríguez de Campomanes, primer comte de Campomanes, polític, jurista i economista espanyol.
- 1750: Pequín, Xina: Heshen, oficial de la Cort de l'emperador Qianlong[19]
- 1789, Otano, Navarra, Espanya: Francisco Javier Mina militar i guerriller espanyol que participà en la Guerra de la Independència de Mèxic.
- 1804, París: George Sand, escriptora francesa[20]
- 1872, Cambrai, França, Louis Charles Joseph Blériot va ser un pioner de l'aviació en les seves facetes de pilot, fabricant i dissenyador[21]
- 1873, Saint-Mandé, França: Alice Guy, primera directora de cinema de la història, creadora del cinema narratiu i de ficció[22]
- 1879, París, França: Léon Jouhaux, sindicalista francès, Premi Nobel de la Pau de 1951[23]
- 1894, Buenos Aires, Argentina: Julio Irigoyen, guionista i director de cinema argentí
- 1899,
  - Scarborough, Yorkshire, Anglaterra: Charles Laughton, actor anglès.
  - Atenes, Grècia: Konstandinos Tsatsos, diplomàtic, professor de dret i polític grec. Va ser president de Grècia entre 1975 i 1980.
- 1902, Mülhausen, Imperi Alemany: William Wyler, director de cinema.
- 1903, Estuari del Tàmesi: Amy Johnson, pilot anglesa, pionera de l'aviació i primera dona a volar sola de Londres a Austràlia.[24]
- 1906, Queens, Ciutat de Nova York: Estée Lauder, empresària estatunidenca de cosmètica.[25]
- 1916, Tòquio, Japó: Olivia de Havilland, actriu estatunidenca.[26]
- 1917, Parkersburg, Virgínia Occidental: Dorothy Maharam, matemàtica estatunidenca que va fer contribucions importants a la teoria de la mesura (m. 2014).[27]
- 1921, Calais, França: Gérard Debreu fou un economista i professor universitari francès, nacionalitzat estatunidenc, guardonat amb el Premi Nobel d'Economia l'any 1983.[28]
- 1924, Xangai, Xina: Wang Huo, escriptor xinès. Guanyador del Premi Mao Dun de Literatura de l'any 1997.
- 1925, San José, Califòrnia, Estats Units: Farley Granger, actor estatunidenc.
- 1926:
  - Gütersloh, Westfàlia, Alemanya: Hans Werner Henze, compositor alemany.[29]
  - Nova York, EUA: Robert Fogel, economista, Premi Nobel d'Economia de 1993.
- 1929, Nova York: Gerald Edelman, biòleg nord-americà, Premi Nobel de Medicina o Fisiologia de l'any 1972.[30]
- 1931, Boulogne-Billancourt, Alts del Sena: Leslie Caron, actriu i ballarina francesa.[31]
- 1934, Lafayette, Indiana, Estats Units: Sydney Pollack, actor, director i productor de cinema estatunidenc.
- 1941:
  - New Haven, Connecticut, EUA: Alfred Goodman Gilman, farmacòleg estatunidenc, Premi Nobel de Medicina o Fisiologia de 1994.[32]
  - Timmins, Ontàrio, Canadà: Myron Scholes, economista canadenc, Premi Nobel d'Economia de l'any 1997.[33]
- 1942, Mont-real, Canadà: Geneviève Bujold, actriu canadenca.
- 1945, Miami, Florida, EUA: Debbie Harry, cantant i actriu nord-americana, líder de Blondie.[34]
- 1946, Ciutat de Panamà, Panamà: Mireya Moscoso, primera dona a exercir la Presidència de la República de Panamà.[35]
- 1947, Egia, Sant Sebastià, Guipúscoa: Arantxa Urretabizkaia, escriptora basca, i membre de la Euskaltzaindia.[36]
- 1951, Newark (Nova Jersey), EUA: Fred Schneider, cantant nord-americà, membre fundador del grup de rock The B-52's.
- 1952, Ottawa, Ontàrio, Canadà:  Dan Aykroyd , actor, productor i guionista canadenc.
- 1961, 
  - Birmingham, Alabama, Estats Units:Carl Lewis, campió del món i olímpic d'atletisme.
  - Sandringham, Norfolk, Anglaterra: Diana Frances Spencer coneguda com a Diana de Gal·les, princesa consort de Gal·les[37]
- 1964, Rodés, Avairon: Bernard Laporte, polític i empresari francès; jugador, entrenador i seleccionador de rugbi.
- 1967, 
  - Ladysmith, Canadà: Pamela Anderson, actriu, model, productora de televisió i un símbol sexual als Estats Units.
  - Rio de Janeiro: Marisa Monte, cantant, compositora i productora brasilera.[38]
- 1968, Bonn, Alemanya: Alexandra Geese, intèrpret i política alemanya.[39]
- 1977, Portland, Maine, Estats Units: Liv Tyler, actriu i model estatunidenca.
- 1978, Lugo: Alessandra Aguilar, corredora de llarga distància, campiona maratoniana.[40]
- 1985, París: Léa Seydoux, actriu francesa que va iniciar la seva carrera en la dècada de 2000.[41]
- 1986, Iran: Shifa Gardi, periodista kurda d'origen iranià, morta durant la batalla de Mossul (2016-2017).[42]
- 1989, Perth, Austràlia, Daniel Ricciardo és un pilot de curses automobilístiques australià.
- 1990, Moscou, Rússia: Lukas Geniušas, pianista russo-lituà.
- 1996, Moscou, Rússia: Adelina Sótnikova, patinadora artística sobre gel russa.

Ficció
- 1899, Princeton, Nova Jersey, Estats Units: Dr. Henry Walton "Indiana" Jones, Jr. és un personatge fictici, arqueòleg aventurer i professor universitari estatunidenc.

## Necrològiques
Països Catalans
- 1887 - Barcelona: Maria Josepa Massanés i Dalmau, escriptora i poeta tarragonina.[43]
- 1904 - Barcelona: Josep Balari i Jovany, filòleg, hel·lenista, historiador i taquígraf català.
- 1918 - València: Antonio García Peris, fotògraf valencià.
- 1956 - Sabadell, Vallès Occidental: Cebrià Cabané i Bril, pianista i professor de música català.
- 1967 - Barcelona: Agustí Borgunyó i Garriga, músic català.
- 1989 - Calonge, Baix Empordà: Jacint Morera i Pujals, pintor català.
- 2009 - Barcelona: Baltasar Porcel i Pujol, escriptor i periodista mallorquí.[44]
- 2014 - Sabadell: Montserrat Torruella i Alsina, mezzosoprano catalana (n. 1959).[45]

Resta del món
- 1378, Lieja, Principat de Lieja: Joan d'Arkel, príncep-bisbe del principat de Lieja i d'Utrecht.
- 1589, Anvers, Flandes: Christophe Plantin, impressor i editor.
- 1685, Pequín, Xina: Nalan Xingde, poeta xinès.[46]
- 1777, Pequín, Xina: Dai Zhen, filòsof, filòleg, historiador i matemàtic xinès[47]
- 1782, Londres, Anglaterra: Charles Watson-Wentworth, segon marquès de Rockingham, estadista britànic del partit Whig anglès.[48]
- 1896, Hartford, Harriet Beecher Stowe, escriptora i activista abolicionista, autora de "La cabana de l'oncle Tom".[49]
- 1910, Crimea: Màrius Petipà, coreògraf, va ser el director del Ballet Imperial de Rússia.[50]
- 1925, París, França: Erik Satie, compositor francès.[51]
- 1950, Ginebra, Suïssa: Émile Jaques-Dalcroze, compositor, músic i educador musical suís, que va desenvolupar el mètode Dalcroze.[52]
- 1961, Courbevoie, Île-de-France: Louis-Ferdinand Céline, escriptor francès.[53]
- 1971, Ipswich, Anglaterra: William Lawrence Bragg, físic australià, Premi Nobel de Física de l'any 1915.[54]
- 1974, Olivos, Argentina: Juan Domingo Perón, polític i militar argentí.
- 1983, Los Angeles, EUA: Richard Buckminster Fuller o senzillament "Bucky", dissenyador, arquitecte, inventor i escriptor estatunidenc.[55]
- 1991, Malibú, Califòrnia, Estats Units: Michael Landon actor i estatunidenc.
- 1999, Nova York: Sylvia Sidney, actriu estatunidenca.[56]
- 2001: 
  - Moscou, Rússia: Nikolai Bàssov, físic rus, Premi Nobel de Física de l'any 1964.[57]
  - Goxwiller: Hélène de Beauvoir, pintora francesa.[58]
- 2004, Los Angeles, Califòrnia, EUA: Marlon Brando, actor americà (n. 1924).[59]
- 2006, Tòquio, Japó: Ryutaro Hashimoto (橋本龍太郎),polític japonès. Ocupà el càrrec de Primer Ministre de l'11 de gener de 1996 al 30 de juliol de 1998.[60]
- 2009, Hollywood, Califòrnia, Estats Units : Karl Malden, actor i director de cinema estatunidenc.
- 2009, Salamanca, Espanya: Josefa Martín Luengo, educadora llibertària.
- 2013: Armand Baeyens, ciclista belga.
- 2016, París: Yves Bonnefoy, poeta, crític d'art i traductor francès (n. 1923).[61]
- 2018, Marylebone: Gillian Lynne, ballarina, coreògrafa, actriu i directora de teatre, teatre musical i televisió anglesa.[62]
- 2023 - Dniprò: Viktòria Amèlina, escriptor i activista ucraïnès (n. 1986).
- 2024 - Tiranaː Ismail Kadare, escriptor albanès (n. 1936).[63]

## Festes i commemoracions
- Dia del Canadà
- Dia del trasllat

### Santoral[64]

#### Església Catòlica[65]
- Sants al Martirologi romà (2011): Aaron, patriarca; Martí de Viena del Delfinat, bisbe (s. III); Golvè de Léon, bisbe (s. IV); Teodoric de Reims, abat (533);Carilef de Le Mans, abat (s. VI); Domicià de Ragnebert, abat; Eparqui d'Angulema, monjo, o Cibar (581); Oliver Plunket, bisbe d'Armagh màrtir (1681); Zhang Huailu, màrtir (1900); Justino Orona i Atilano Cruz, preveres màrtirs (1928).
  - Beats: George Beesley, Montford Scott, preveres màrtirs (1591); Thomas Maxfield, màrtir (1616); Jean-Baptiste Duverneuil, Pierre-Arède Labrouhe de Laborderie, màrtirs (1794); Antonio Rosmini, fundador (1855); Nazju Falzon, prevere (1875); Johannes Nepomuk Chrzan, prevere màrtir (1942).
- Sants: Miriam, germana de Moisès i Aaron, i Eleazar i Finees, fill i net d'Aaron; Esic, Procés, Marina, Antoni, Serè i Víctor de Roma, màrtirs; Prim i Idoneu, màrtirs; Severià, Zoil i Epàs d'Antioquia, màrtirs; Pambó de Nítria, eremita; Pere Patrici de Constantinoble, abat; Clar d'Albi, bisbe; Bartomeu de Vicenza, bisbe; Floregi d'Estaing, bisbe; Gal de Clarmont, bisbe; Hilari d'Oisè; Basili de Torrent-Profond, abat; Regina de Denain, vídua (s. VIII); Eutici de Tuscia, màrtir (segle ix); Cast i Secundí de Sinuessa, bisbes; Servà de les Òrcades, bisbe (s. V); Lleó, eremita; Leonori, bisbe a Bretanya; Lleonci d'Autun, bisbe; Lupià de Rez; Teodoric de St. Evroult, monjo (1057); Nicasio Camuto de Burgio, cavaller i màrtir (1187); Elionor i Salvadora d'Amer, santes llegendàries.
- Beats: Ruzo de Kempten, eremita (s. X); Eckart de Scheda, monjo (ca. 1150); a l'Orde Servita: Fernando Maria Baccilieri, sacerdot (1893).

#### Església Copta
- 24 Baoni: Moisès el Negre, eremita.

#### Església Ortodoxa (segons el calendari julià)
- Se celebren els corresponents al 14 de juliol del calendari gregorià.

#### Església Ortodoxa (segons el calendari gregorià)
Corresponen als del 18 de juny del calendari julià:
- Sants: Lleonci, Hipati i Teòdul de Trípoli, màrtirs (ca. 79); Eteri de Nicomèdia, màrtir (c. 305); Marina de Bitínia, "monjo" (s. V o VI); Lleonci de Petxersk (segle xiv); Lleonci l'Astut del Mont Atos (1605); Viktor de Glazov, bisbe màrtir (1934); Nikanor, Vailij, Aleksandr, Vassilij i Sergi, màrtirs (1938).

##### Església Ortodoxa Grega
- Erasme, monjo; Lleonci, monjo.

##### Església Ortodoxa de Geòrgia
- Miquel d'Olimp, monjo (s. VI).

#### Esglésies luteranes
- Catherine Winkworth, intèrpret de cants (1878); John Mason Neale, intèrpret (1866); a l'Església Evangèlica d'Alemanya: Heinrich Voes, monjo màrtir; Jan van Esch, monjo màrtir.

#### Església anglicana
- Henry Venn (1797), John Venn (1813) i Henry Venn (1873), preveres.